# 南昌东站
南昌东站位于中华人民共和国江西省南昌市青山湖区罗家镇，是杭昌高速铁路和建设中昌九高速铁路的一座车站，已於2023年12月27日随著杭昌高速铁路黄昌段（昌景黄铁路）通車而正式啟用。车站规模为6台13线，预留2台3线。

## 车站设计
车站站房建筑以“霞鹜齐飞，瑞祥绽放”为理念，建筑主体犹如展翅翱翔的“霞鹜”，象征着南昌的腾飞与发展；立面连续的“三联拱”，稳重大气，构成“山水城站”的城市空间结构，打造出“城市客厅”的门户形象。车站总建筑面积22.35万平方米，站场总规模为8台16线。

## 未来发展
车站未来会与南昌地铁2号线和5号线以及一条南北线衔接。南昌东站建成后，将形成以南昌站、南昌西站、南昌东站为主要客站，昌北机场站、南昌南站为辅助客站‘三主两辅’的‘菱形’客站布局，提升南昌市的交通便利性和区位优势，缩短与周边主要城市的时空距离，形成快速交通圈。